# 가타오카 가즈노리
가타오카 가즈노리(일본어: 片岡 一則, 1950년 11월 27일 ~ )는 일본의 의공학·생체재료학자이다. 학위는 공학박사(도쿄 대학)이며, 도쿄 대학 대학원 공학계 연구과·의학계 연구과 교수이다. 도쿄도 출신.

## 광응답성 나노 머신
2014년 4월, 도쿄 대학 대학원 공학계 연구과에서 가타오카의 연구 그룹은 신규 운반 시스템의 빛에 반응하여 목적의 유전자를 암으로 내보내는 광응답성 나노 머신 구축에 성공했다고 발표했다. 암세포 등의 표적 세포에 특정 유전자를 도입하려면 세포에 유전자를 정확히 내보내는 운반 시스템이 필요하지만 종래의 바이러스 벡터나 유전자 도입 시약으로는 곤란함과 동시에 안전성에 문제가 있었지만, 3층 구조의 고분자 미셀을 사용한 광응답성 나노 머신으로는 쥐 실험에서 고형 암에 광선택적 유전자 도입에 세계 최초로 성공했다. 나노 머신은 세포에 먹히면 막에 둘러쌓이지만 막내의 산성 환경을 검지하면 빛에 반응하여 불안정화시키는 약제를 방출하기 때문에 빛이 조사된 세포의 핵에 선택적으로 유전자가 내보내게 된다. 이 나노 머신은 종래의 유전자 도입 기술과 비교하여 비약적으로 선택제와 안전성이 우수한 특징을 가지고 있어서 전신 투여가 가능하며, 암 이외에도 동맥경화증 등 지금까지는 치료가 어려운 병에 대한 유전자 치료가 가능해질 가능성이 있다.

## 주요 경력
- 1970년 : 도쿄 교육대학 부속 고등학교(현재의 쓰쿠바 대학 부속 고등학교) 졸업
- 1974년 : 도쿄 대학 공학부 합성화학과 졸업
- 1979년 : 도쿄 대학 대학원 공학계 연구과 합성화학 전공 박사과정 수료
- 1979년 : 도쿄 여자의과대학 의공학 연구 시설 조수
- 1986년 : 도쿄 여자의과대학 의공학 연구시설 강사
- 1988년 : 도쿄 여자의과대학 의공학 연구시설 조교수
- 1989년 : 도쿄 이과대학 기초공학부 조교수
- 1994년 : 도쿄 이과대학 기초공학부 교수
- 1998년 : 도쿄 대학 대학원 공학계 연구과 교수
- 2004년 : 일본 바이오머티리얼학회 회장( ~ 2006년)
- 2005년 : 도쿄 대학 대학원 의학계 연구과 교수
- 2005년 : 도쿄 대학 의학부 부속 병원 교수( ~ 2006년)
- 2010년 : 고분자학회 회장( ~ 2012년)

## 수상 경력
- 1993년 : 일본 바이오머티리얼학회상
- 1994년 : Journal of Controlled Release, Outstanding Paper Award
- 1999년 : 미국 생물의학공학원 펠로
- 2000년 : 고분자학회상
- 2010년 : 문부과학대신 표창 과학기술상(고분자 미셀의 기능화와 약물송달시스템의 응용에 관한 연구)
- 2011년 : 훔볼트상(‘고분자 나노 기술에 근거하는 표적지향형 약물전달시스템(DDS)의 창출’의 연구)
- 2012년 : 제9회 에사키 레오나상